# Carrilhão de orquestra

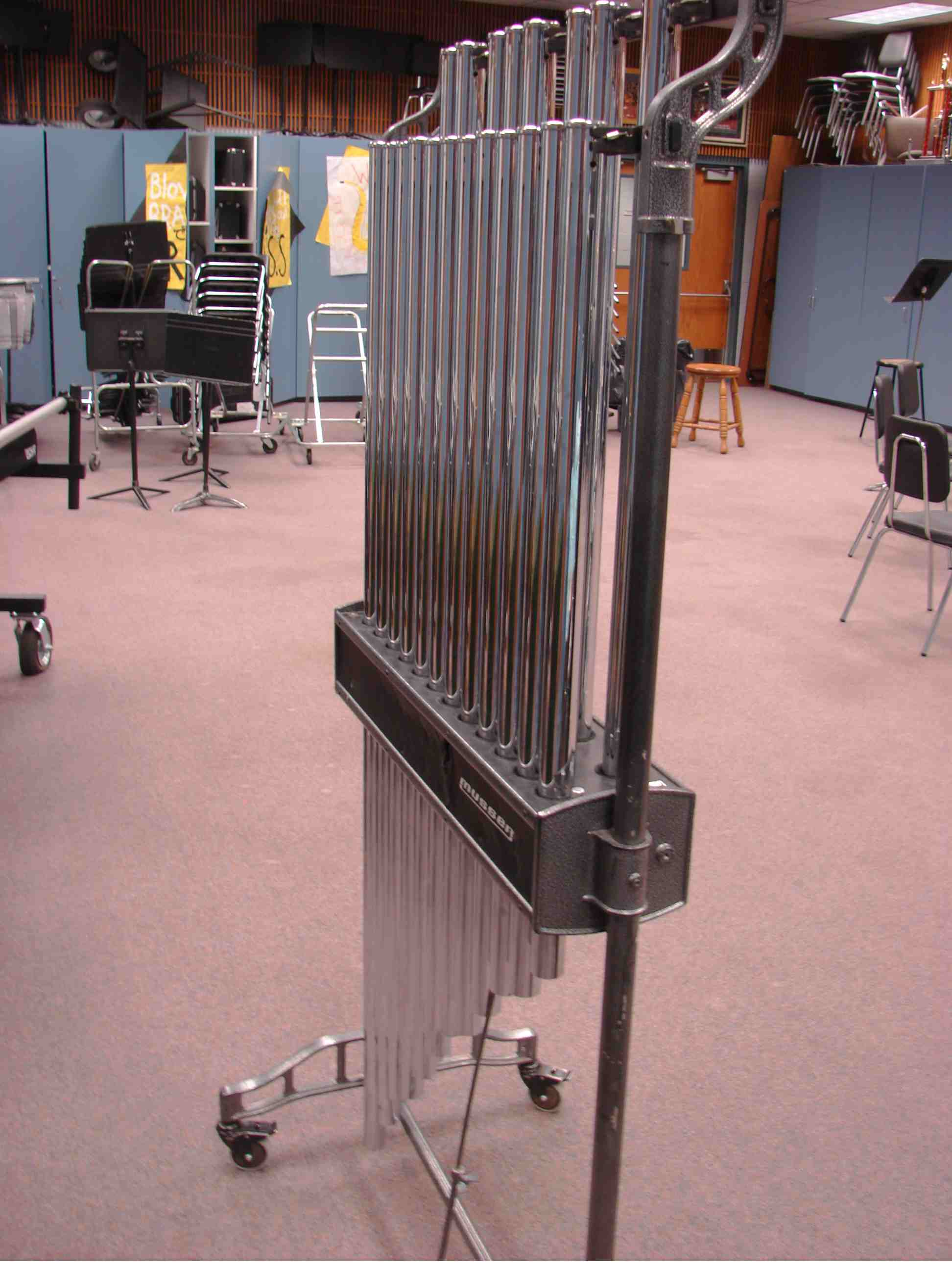
Um carrilhão de orquestra.

O carrilhão de orquestra, também chamado de sinos tubulares, é um instrumento musical da família da percussão. Ele é formado por cilindros de metal de 30 a 38 milímetros de diâmetro, afinados de acordo com a variação comprimento de cada um. Os tubos são dispostos verticalmente lado a lado em uma seqüência cromática de uma oitava e meia, indo do Dó5 ao Fá6. Existem versões com extensão até o Fá4, mas estes são muito pesados e raramente são usados. Há também os carrilhões feitos de tubos simples de PVC, percutidos com as mãos ou baquetas, conhecidos como "stéphalofone", porém estes são pouco usados ou conhecidos.
Os tubos do carrilhão de orquestra são percutidos na parte de cima com pequenos martelos, geralmente com cabeça de plástico. O som se assemelha ao dos pesados sinos, como se pode ouvir na Sinfonia Fantástica de Berlioz e na Abertura 1812 de Tchaikovsky, dentre outras obras.